# RIPK4
La proteïna serina/treonina cinasa 4 d’interacció amb receptor o RIPK4 (acrònim de l’anglès Receptor-interacting serine/threonine-protein kinase 4) és un enzim codificat en els humans pel gen RIPK4, localitzat en el cromosoma 21. Aquest enzim pertany a la família de les proteïnes quinases d’interacció amb receptor o RIP (acrònim de l’anglès Receptor interacting protein), formada per set membres (RIPK1, RIPK2, RIPK3, RIPK4, RIPK5, LRRK1 i LRRK2).
La RIPK4 ha estat identificada com una proteïna cinasa C o PKC (acrònim de l'anglès Protein kinase C) d'interacció delta o DIK (acrònim de l'anglès δ-interacting-protein). D'aquesta manera, la RIPK4 és una cinasa que interacciona amb la PKC-δ, membre de la família PKC. A més, la RIPK4 està implicada en l'activació de les vies JNK i NF-κB i té un paper clau en la diferenciació dels queratinòcits, les cèl·lules més abundants de l'epidermis en els humans.

## Estructura
Les RIP van ser identificades inicialment com a proteïnes adaptadores dels receptors del factor 1 de necrosi tumoral tipus TNFR-1. Actualment, s’han identificat set proteïnes RIP.
Pel que fa a la seva estructura primària, la proteïna està composta per una seqüència de 832 aminoàcids i té un pes molecular de 87kDa. D'altra banda, conté una estructura secundària formada en major part per espirals hèlix-alfa. Aquesta formació es duu a terme a través d'un enllaç pont d'hidrogen entre cada grup N-H d'un aminoàcid n amb el grup C=O de l'aminoàcid n+4 de la mateixa cadena peptídica. En referència a l'estructura terciària de la proteïna RIPK4, conté un domini N-terminal de cinasa enllaçat a un domini intermedi únic que es pot escindir per les caspases. També es caracteritza pel seu domini C-terminal en termes de repeticions d’anquirina, que poden arribar a regular negativament la seva activitat.
A continuació, es mostra la seqüència dels aminoàcids que conformen l'estructura primària de la proteïna: 
MEGDGGTPWALALLRTFDAGEFTGWEKVGSGGFGQVYKVRHVHWKTWLAIKCSPSLHVDD
RERMELLEEAKKMEMAKFRYILPVYGICREPVGLVMEYMETGSLEKLLASEPLPWDLRFR
IIHETAVGMNFLHCMAPPLLHLDLKPANILLDAHYHVKISDFGLAKCNGLSHSHDLSMDG
LFGTIAYLPPERIREKSRLFDTKHDVYSFAIVIWGVLTQKKPFADEKNILHIMVKVVKGH
RPELPPVCRARPRACSHLIRLMQRCWQGDPRVRPTFQGNGLNGELIRQVLAALLPVTGRW
RSPGEGFRLESEVIIRVTCPLSSPQEITSETEDLCEKPDDEVKETAHDLDVKSPPEPRSE
VVPARLKRASAPTFDNDYSLSELLSQLDSGVSQAVEGPEELSRSSSESKLPSSGSGKRLS
GVSSVDSAFSSRGSLSLSFEREPSTSDLGTTDVQKKKLVDAIVSGDTSKLMKILQPQDVD
LALDSGASLLHLAVEAGQEECAKWLLLNNANPNLSNRRGSTPLHMAVERRVRGVVELLLA
RKISVNAKDEDQWTALHFAAQNGDESSTRLLLEKNASVNEVDFEGRTPMHVACQHGQENI
VRILLRRGVDVSLQGKDAWLPLHYAAWQGHLPIVKLLAKQPGVSVNAQTLDGRTPLHLAA
QRGHYRVARILIDLCSDVNVCSLLAQTPLHVAAETGHTSTARLLLHRGAGKEAMTSDGYT
ALHLAARNGHLATVKLLVEEKADVLARGPLNQTALHLAAAHGHSEVVEELVSADVIDLFD
EQGLSALHLAAQGRHAQTVETLLRHGAHINLQSLKFQGGHGPAATLLRRSKT
En la família de les proteïnes RIP, s'observa que totes elles comparteixen un domini N-terminal serina-treonina cinasa homòleg. En canvi, els seus dominis C-terminals difereixen i són característics per a cada una de les proteïnes: específicament, RIPK1 conté un domini de mort o DD (acrònim de l'anglès death domain) i RIPK2 comporta una activació de la caspasa i conté un domini de contractació o CARD (acrònim de l'anglès recruitment domain), que se sap que participen en la modulació de processos apoptòtics. Per contra, el domini C-terminal de la proteïna RIPK3 no mostra cap homologia evident amb altres proteïnes. La RIPK5 és única en certa manera, ja que s’ha identificat recentment que també alberga un domini de repetició d’anquirines però aquest es localitza a l’aminoterminal, mentre que el domini cinasa mostra la localització del C-terminal. Totes les proteïnes RIP estan implicades en l’activació del factor de transcripció nuclear factor kappa B (NF-κB), així com la inducció de processos apoptòtics. Les proteïnes RIPK6 i RIPK7 (o LRRK1 i LRRK2) tenen una seqüència de repetició de leucines que pot tenir un paper crucial en el reconeixement de patrons moleculars associats a danys o estrès.

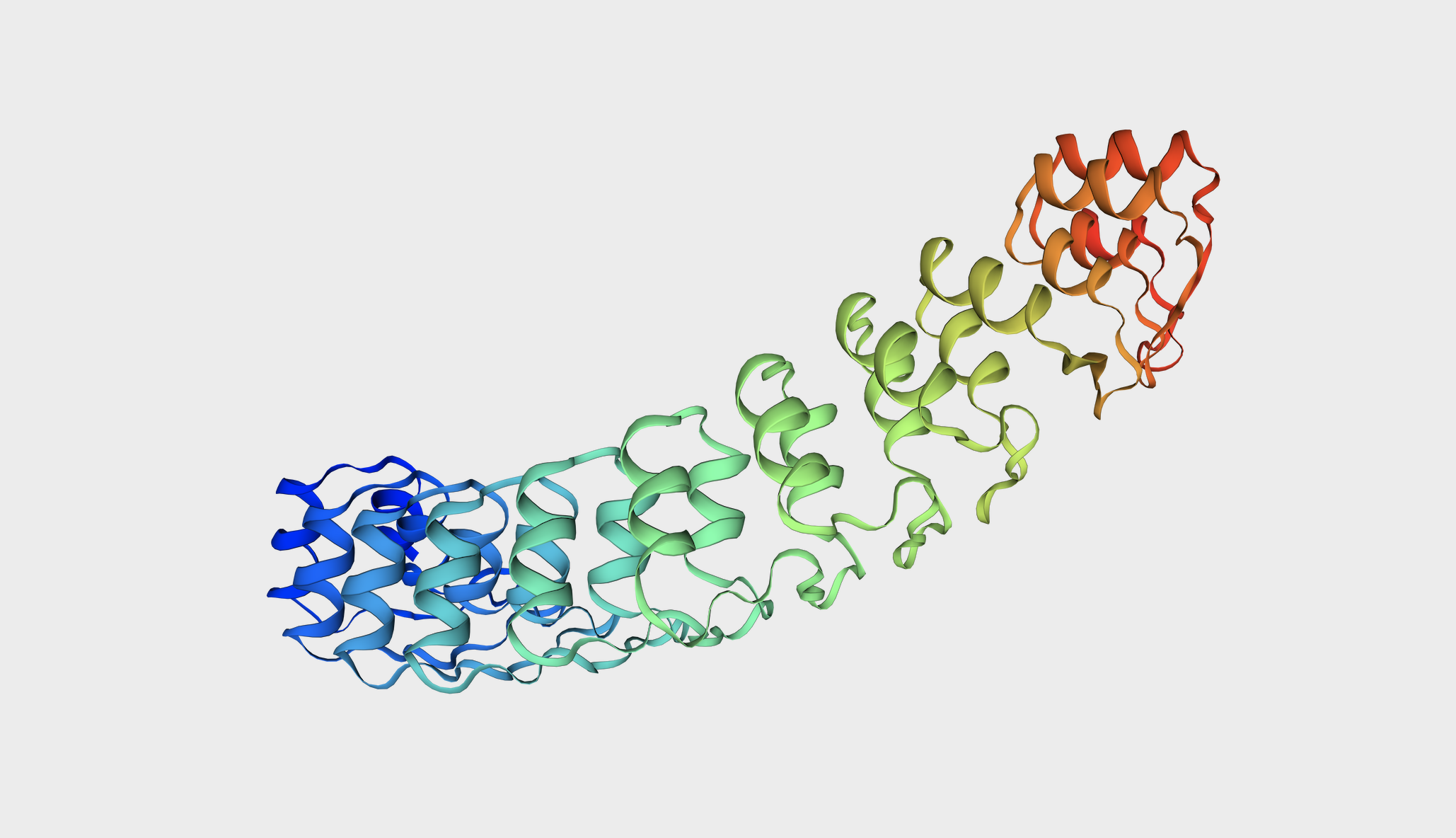
Estructura tridimensional de la proteïna RIPK4

## Funció
S’ha demostrat que la RIPK4 regula la diferenciació i proliferació dels queratinòcits, participant així en la homeòstasi de la pell.

### Expressió del gen RIPK4
Al citoplasma dels queratinòcits podem trobar RIPK4. L'expressió del gen RIPK4 està controlada per diferents interaccions i vies, com la via p83 proteïna-cinasa activada per mitogen o MAPK (acrònim de l’anglès Mitogen activated protein kinase) o la cascada NF-κB. A més, l'expressió d’aquest gen també es veu influenciada per la presència d’una ferida i per factors de creixement i citocines.Tanmateix, durant la diferenciació dels queratinòcits es detecta una major expressió d’aquest gen, especialment durant els primers estadis de diferenciació.
Actualment, tot i que es comencen a conèixer alguns mecanismes que determinen l'expressió del gen RIPK4, encara cal investigació.

### Implicació en la diferenciació dels queratinòcits
S’ha vist com la interferència entre la RIPK4 i el RNA altera l'expressió de gens relacionats amb la diferenciació del queratinòcits.
A més, s’han identificat proteïnes que interaccionen amb la RIPK4, regulant la diferenciació dels queratinòcits. Un estudi ha posat de manifest la interacció entre la RIPK4 i la proteïna Keratin 14 o KRT14 que, juntament amb la proteïna KRT5, forma els filaments intermedis dels queratinòcits. Aquesta interacció es dona a l'extrem N-Terminal de la RIPK4 i estaria implicada en la regulació de la diferenciació dels queratinòcits.
S’ha demostrat també que la RIPK4 participa en la diferenciació de queratinòcits fosforilant altres proteïnes, com la plaofofilina-1 o PKP1 (de l’anglès Plakophilin-1), proteïna present en els desmosomes del teixit epitelial, que són estructures que mantenen les cèl·lules unides. Aquesta unió es dona entre les cadherines (proteïnes desmosomals) i els filaments intermedis dels queratinòcits, i la PKP1 participa en aquesta unió. La RIPK4 fosforila l'extrem N-terminal de la PKP1 i aquesta modificació permet que interaccioni amb altres proteïnes i vies, contribuint així en la homeòstasi de la pell. A més de fosforilar la PKP1, també pot fosforilar i activar el factor regulador interferó 6 o IRF6 (acrònim de l’anglès Interferon regulatory factor 6), un factor de transcripció involucrat en la diferenciació dels queratinòcits. Aquesta fosforilació activa l’activitat transcripcional del IRF6 i té lloc a l’aminoàcid Ser413 i Ser 424 de l'extrem C-terminal. S’ha demostrat que aquesta fosforilació és necessària però no suficient: la RIPK4 ha de fosforilar altres residus del IRF6 per garantir la seva activació. D’aquests residus addicionals el més important seria el Ser90.

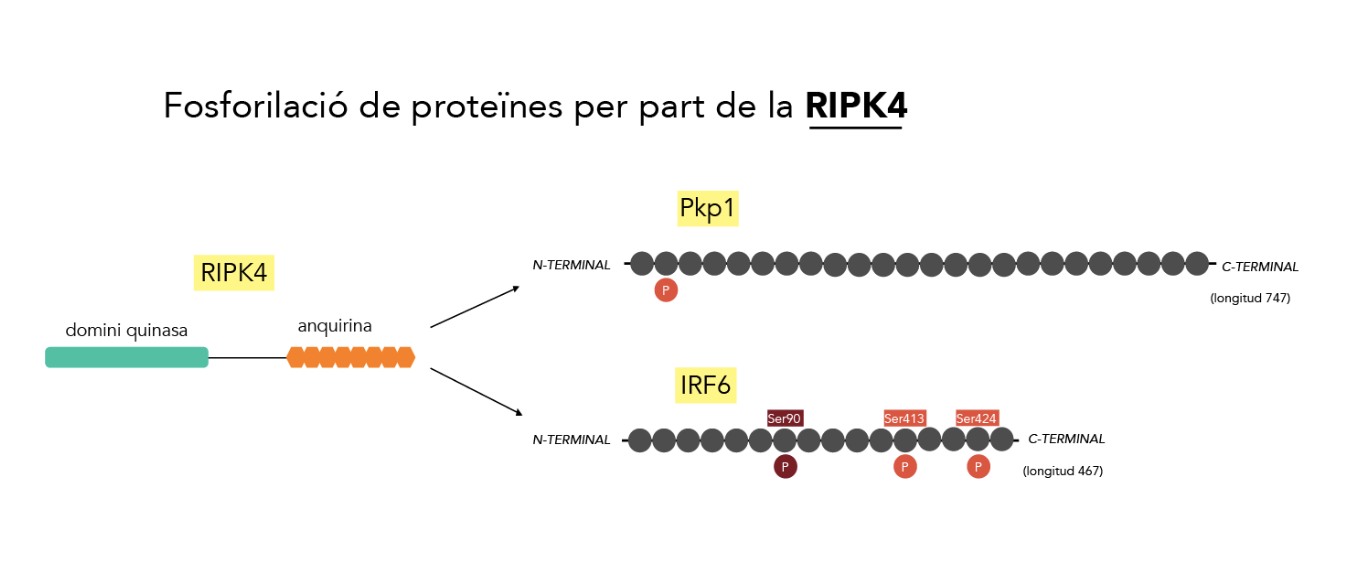
S'ha demostrat que la RIPK4 participa en la diferenciació dels queratinòcits mitjançant la fosforilació d'altres proteïnes com la PKP1 o IRF6.

Un estudi amb ratolins ha revelat que una deficiència de RIPK4 en ratolins homozigots per aquest caràcter (RIPK4 -/-) provoca un menor desenvolupament dels teixits queratinitzats, com ara l'esòfag o una part de l'estómac.

### Altres funcions
Hi ha evidències que la RIPK4 també està implicada en el desenvolupament dels fol·licles capil·lars. A més, també podria participar en la regulació de la resposta inflamatòria i podria tenir un paper clau en el procés de regeneració de ferides.

## Interaccions

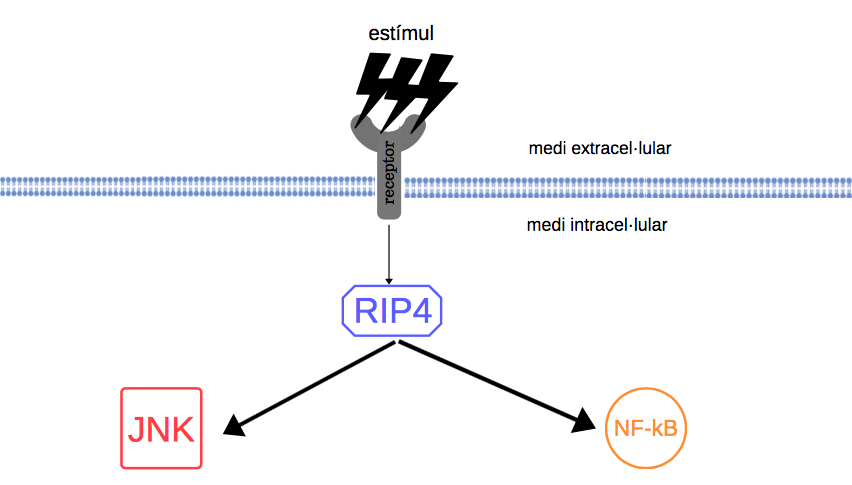
La RIPK4 funciona principalment en l'activació de les vies JNK i NF-kB.

S'ha demostrat que la RIPK4 interactua amb la proteïna-cinasa de tipus beta o PKC-β (acrònim de l'anglès Protein kinase C beta type) i amb la proteïna-cinasa de tipus delta o PKC-δ (acrònim de l'anglès Protein kinase C delta type).
La PKC-β és membre de l’anomenada família PKC, que participen en diverses vies de senyalització cel·lular. Concretament, la proteïna PKC-β està involucrada en moltes funcions cel·lulars diferents com la proliferació de cèl·lules endotelials o l’absorció de sucre intestinal.
Les quatre quinases RIP formen una xarxa amb les seves respectives múltiples vies de senyalització cel·lular. Concretament, la RIPK4 funciona principalment en l’activació de vies JNK (acrònim de l'anglès c-Jun N-terminal kinases) i NF-κB (acrònim de l'anglès nuclear factor kappa B). La sobreexpressió de RIPK4 condueix a l’activació de la senyalització NF-κB. Aquesta activació exigeix un complex enzimàtic cinasa (IKK) IKK-α i IKK-β. Es va dissenyar un mutant RIPK4 inactiu catalític que va inhibir l'activació de NF-κB. La inhibició de l'activació de NF-κB per RIPK4 va ser revertida per l'expressió de PKC-β, cosa que suggereix una associació funcional entre RIPK4 i PKCβ. Aquesta interacció indica que aquestes proteïnes podrien funcionar en una via de senyalització comuna i que es podrien associar físicament entre elles.
La PKC-δ té un paper important en les funcions cel·lulars com la diferenciació, l'apoptosi o el control del creixement i participa en diverses vies de senyalització. S'ha demostrat que RIPK4 pot interactuar amb PKC-δ.

## Alteracions associades

### Expressió de RIPK4 en càncer
Des de fa relativament poc se sap que la RIPK4 està sobreexpressada en alguns tipus de càncer.
El carcinoma urotelial vesical és un tumor genitourinari que provoca molta mortalitat. En aquest càncer, es produeix un creixement inusual al revestiment interior de la bufeta. La RIPK4 fomenta la progressió del carcinoma urotelial vesical mitjançant NF-κB. La progressió i metàstasi del carcinoma urotelial vesical impliquen múltiples vies de senyalització. S’ha vist que l'activació constitutiva de la senyalització NF-κB per la RIPK4 té un paper vital en la progressió del carcinoma urotelial, ja que indueix la metàstasi d’aquest tumor. Contràriament, el bloqueig de la via NF-κB inhibeix la invasió i la metàstasi del carcinoma urotelial vesical. L’activació de NF-κB, també s’ha relacionat amb l’inici del càncer.
Per tant, RIPK4 és un oncogen i la inhibició del NF-κB té el potencial de ser un enfocament quimiopreventiu i / o terapèutic efectiu per tractar els pacients amb carcinoma urotelial.

### Síndromes
A més, s’ha demostrat que una mutació en la RIPK4 pot provocar la síndrome de Bartsocas-Papas i la síndrome CHAND, caracteritzades per malformacions en teixits. Són síndromes rares.